# Quận Roberts, Texas
Quận Roberts (tiếng Anh: Roberts County) là một quận trong tiểu bang Texas, Hoa Kỳ. Quận lỵ đóng ở thành phố Miami. Theo kết quả điều tra dân số năm 2000 của Cục điều tra dân số Hoa Kỳ, quận có dân số người. Đây là một trong 30 quận khô.

## Thông tin nhân khẩu
Theo điều tra dân Bản mẫu:GR2 năm 2.000, quận này có dân số 887 người, 362 hộ, và 275 gia đình sống trong quận. Mật độ dân số được ít hơn 1/km ² (1/sq mi). Có 449 đơn vị nhà ở một mật độ trung bình của 0 mỗi vuông mile (0/km ²). The trang điểm chủng tộc của quận được 96,51% người da trắng, 0,34% người da đen hoặc người Mỹ gốc Phi, 0,56% người Mỹ bản địa, 0,11% người châu Á, 1,35% từ chủng tộc khác, và% 1,13 từ hai hoặc nhiều chủng tộc. 3,16% dân số được Hispanic hoặc Latino chủng tộc bất kỳ.
Có 362 hộ trong đó có 31,80% có con dưới tuổi 18 sống với họ, 70,70% là cặp kết hôn sống cùng nhau, 3,90% có chủ hộ nữ không có mặt chồng, và% 24,00 được phi gia đình. 23,80% các hộ gồm những của cá nhân và 10,80% có người sống một mình 65 tuổi hoặc cũ được người. Cỡ hộ trung bình được 2,45 và cỡ gia đình trung bình được 2,88.
Trong quận, độ tuổi dân cư với 25,00% dưới tuổi 18, 4,80% 18-24, 24,80% 25-44, 30,90% 45-64, và% 14,40 người 65 tuổi hoặc cũ hơn. Tuổi trung bình là 42 năm. Cứ mỗi 100 nữ có 100,20 nam giới. Cứ mỗi 100 nữ tuổi 18 và hơn, có 97,30 nam giới.
Thu nhập trung bình cho một hộ trong quận được 44.792 $, và thu nhập trung vị cho gia đình một được 50.400 $. Phái nam có thu nhập trung vị của 33.125 $ so với 23.611 $ cho nữ. Thu nhập trên đầu cho quận được 20,923 $. Giới 5,00% gia đình và% 7,20 dân số sống dưới chuẩn nghèo, bao gồm 7,50% những dưới tuổi 18 và% 5,50 của những tuổi 65 trở lên. 